# Związek Pisarzy Estońskich
Związek Pisarzy Estońskich (est. Eesti Kirjanike Liit) – stowarzyszenie estońskich pisarzy, krytyków literackich i tłumaczy założone w 1922 roku w Tallinnie.

## Historia

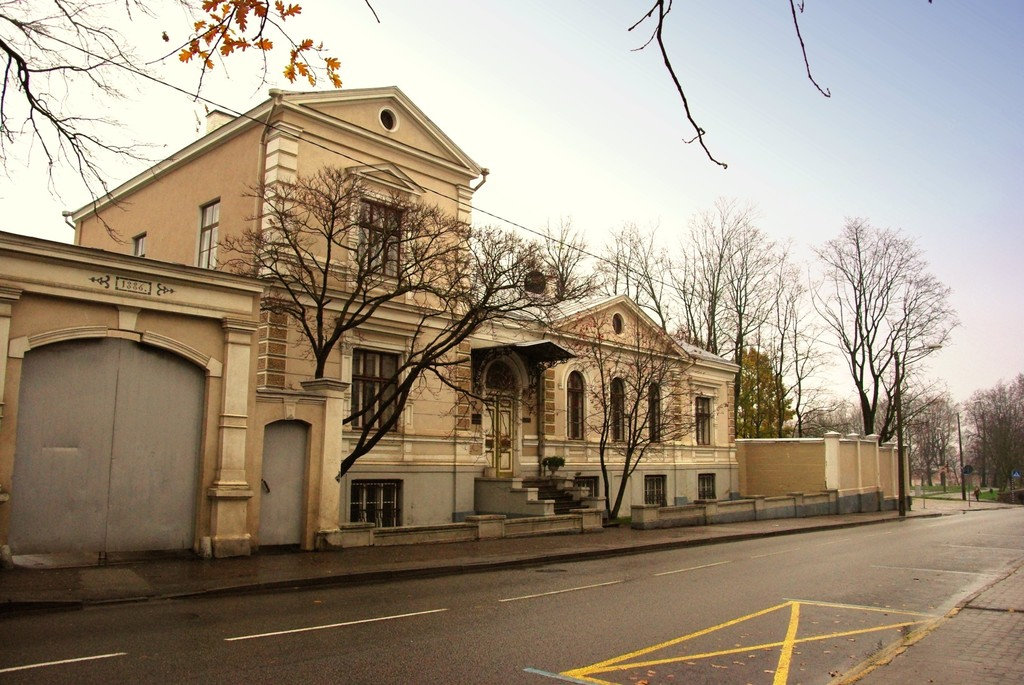
Dom Literatury Tartu, oddział ZPE w Tartu, 2008

Związek Pisarzy Estońskich (ZPE) został założony 8 października 1922 roku podczas III kongresu pisarzy estońskich, który odbył się w ratuszu w Tallinnie. 27 kwietnia 1923 roku stowarzyszenie rozpoczęło wydawanie miesięcznika „Looming”, jednego z najważniejszych czasopism literackich w Estonii. W 1927 roku rozszerzono działalność otwierając oddział w Tartu.
W wyniku okupacji Estonii przez Związek Radziecki ZPE został rozwiązany 19 października 1940 roku. Władze okupacyjne powołały do życia Estoński Związek Pisarzy Radzieckich (Eesti Nõukogude Kirjanike Liit) w październiku 1943 roku w Moskwie. Od 1958 roku stowarzyszenie nosiło nazwę Związek Pisarzy Estońskiej SRR (Eesti NSV Kirjanike Liit).
Podczas niemieckiej okupacji Estonii w czasie II wojny światowej od 1941 do 1944 roku pierwotne stowarzyszenie pisarzy estońskich nieoficjalnie kontynuowało swoją pracę. W 1945 roku pisarze, którym udało się uciec z kraju, założyli w Sztokholmie Międzynarodowy Związek Pisarzy Estońskich (Välismaine Eesti Kirjanike Liit). Izolacja ideologiczna uniemożliwiła nawiązanie oficjalnych kontaktów między dwoma związkami aż do 1989 roku, kiedy to w maju w Helsinkach odbyło się nieoficjalne spotkanie pisarzy z obu stron granicy. Po przywróceniu niepodległości Estonii w 1991 roku, gdy przywrócono też wolność wypowiedzi i wolność prasy, stowarzyszenie zmieniło nazwę na Związek Pisarzy Estońskich. Międzynarodowy Związek Pisarzy Estońskich połączył się ze Związkiem Pisarzy Estońskich w październiku 2000 roku.
W kwietniu 2017 roku Związek Pisarzy Estońskich liczył 313 członków. Siedziba znajduje się na Starym Mieście w Tallinnie, ma także oddział w Tartu. ZPE ma również dom letni w Käsmu nad Morzem Bałtyckim, który jest regularnie udostępniany pisarzom krajowym i zagranicznym.

## Przewodniczący

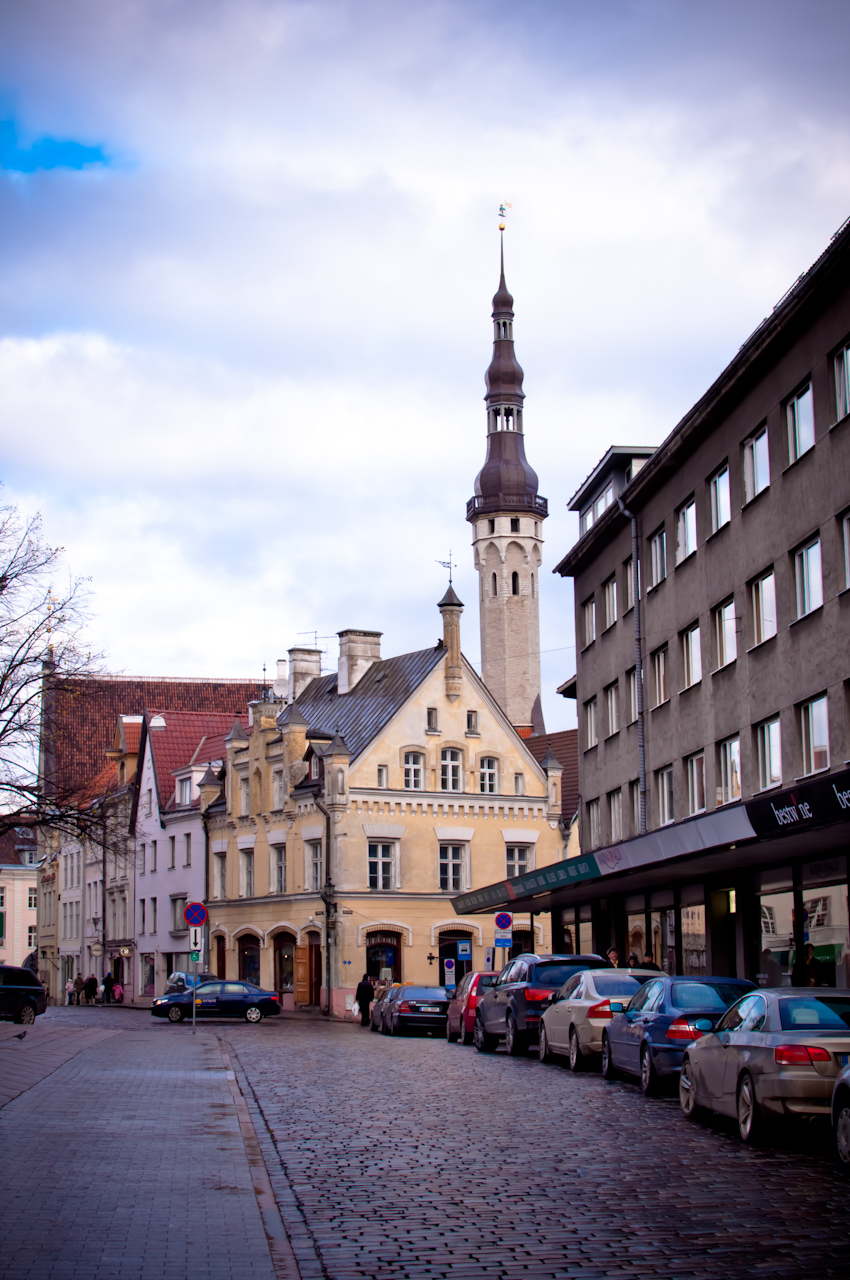
Siedziba Związku Pisarzy Estońskich, ul. Harju 1, Tallinn

### Związek Pisarzy Estońskich
- 1922–1923 Friedebert Tuglas
- 1923–1924 Karl Rumor
- 1924–1925 Eduard Hubel
- 1925–1927 Friedebert Tuglas
- 1927–1929 Henrik Visnapuu
- 1929–1930 Friedebert Tuglas
- 1930–1936 Eduard Hubel
- 1937–1939 Friedebert Tuglas
- 1939–1940 August Jakobson
- 1941–1943 Albert Kivikas
- 1943–1944 Gustav Suits

### Międzynarodowy Związek Pisarzy Estońskich
- 1945–1982 August Mälk
- 1982–1999 Kalju Lepik
- 1999–2000 Enn Nõu

### Estoński Związek Pisarzy Radzieckich/Związek Pisarzy Estońskiej SRR
- 1943–1944 Johannes Vares-Barbarus
- 1944–1946 August Jakobson
- 1946–1950 Johannes Semper
- 1950–1954 August Jakobson
- 1954–1971 Juhan Smuul
- 1971–1976 Vladimir Beekman
- 1976–1983 Paul Kuusberg
- 1983–1991 Vladimir Beekman

### Związek Pisarzy Estońskich
- 1991–1995 Vladimir Beekman
- 1995–2004 Mati Sirkel
- 2004–2007 Jan Kaus
- 2007–2016 Karl Martin Sinijärv
- 2016– Tiit Aleksejev